# Grandi Salumifici Italiani
Grandi Salumifici Italiani (G.S.I.) è un'azienda di proprietà del gruppo Unibon Spa. Ha  sede a Modena, ed è attiva nel mercato dei prosciutti, salumi e insaccati e ha una linea di piatti pronti freschi.

## Storia
Grandi Salumifici Italiani nasce come joint venture a Milano il 3 maggio 2000 tra la cooperativa emiliana Unibon e l'altoatesina Senfter.
Il 1º gennaio 2001 il marchio debutta sul mercato e nel maggio 2004 acquista l'altoatesina Gasser Speck S.p.a.
Il 3 dicembre 2007 viene acquistata la Fratelli Parmigiani S.p.a., successivamente assorbita.
Nel gennaio 2009 G.S.I. fa un accordo di partnership con la toscana GaiT (Gruppo Alimentare in Toscana) acquisendone il 60%, per poi arrivare all'acquisizione totale negli anni successivi, fino al totale assorbimento per fusione a fine 2016.
Nel novembre del 2011 viene acquistata la storica società bolognese di produzione salumi Alcisa S.p.A., anch'essa  infine assorbita per fusione a fine 2016.
Sempre nel 2011 viene presentata la joint venture Frantoio Gentileschi tra GSI e la greca Creta Farms, esperienza che si chiude dopo solo due anni.
Il 12 gennaio 2018 la Senfter Holding Spa cede alla Unibon Spa la sua quota del 50% di Grandi Salumifici Italiani Spa. Unibon Spa, holding industriale aderente a Lega Coop, sale quindi al 100% di Grandi Salumifici Spa .
All'inizio del 2019 Grandi Salumifici Italiani e Parmareggio fondano il Gruppo GranTerre.

## Marchi
- Casa Modena
- Senfter
- Teneroni
- Giravolte
- LiberaMente
- Alcisa
- Cavazzuti
- Bechelli
- La fattoria[4]